# Carlos Pacheco (Comiczeichner)

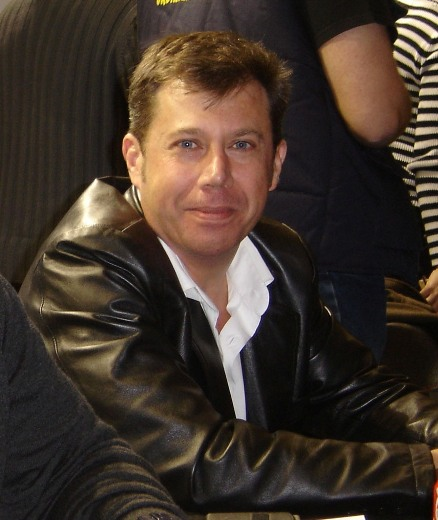
Carlos Pacheco (Mai 2009)

Carlos Pacheco (* 14. November 1961 in San Roque, Cádiz; † 9. November 2022 in La Línea de la Concepción) war ein spanischer Comiczeichner und -autor. Ein Großteil seines Werkes besteht aus Arbeit für Marvel Comics.

## Leben und Arbeit
Pacheco, der aus der spanischen Provinz Cádiz stammt, begann in den 1980er Jahren als hauptberuflicher Comiczeichner zu arbeiten. Seine ersten Engagements erhielt er von dem europäischen Verlag Planeta-DeAgostini Comics, für den er als Auftragszeichner überwiegend mit der Gestaltung von Titelbildern und Pin-Ups betraut wurde.
Gemeinsam mit dem Autor Rafael schuf Pacheco, dessen Zeichenstil vor allem durch seine saubere und dynamische Linienführung gekennzeichnet ist, die Konzepte für die Miniserien Iberia Inc und Triada Vértice. Obwohl er die visuellen Entwürfe für beide Serien schuf und sie als Rafaels Co-Autor mitplottete musste Pacheco die eigentlichen Zeichnungen für die am Ende publizierten Hefte von Iberia Inc und Triada Vértice aus Termingründen seinem Kollegen Rafa Fonteriz (Iberia Inc) und Jesus Merino (Triada Vértice) überlassen. Der auch als Tuschezeichner tätige Merino wurde mit dieser Zusammenarbeit zu Pachecos wichtigsten künstlerischen Partner.
Auf dem amerikanischen Markt konnte Pacheco Fuß fassen, nachdem der amerikanische Großverlag Marvel Comics aufgrund seiner Arbeit an der, bei Marvels britischem Ableger Marvel UK erschienenen, Serie Dark Guard auf ihn aufmerksam wurde und ihn 1994 als Zeichner für die vierteilige Miniserie Bishop anheuerte. Gemeinsam mit Autor John Ostrander und Tuscher Cam Smith erzählte er dort eine düstere Mär um den Titelcharakter, einen mutantischen Antihelden aus der Zukunft. Für Marvels Konkurrenten DC-Comics übernahm Pacheco zu dieser Zeit einige Ausgaben der, damals von Mark Waid geschriebenen, traditionsreichen Sci-Fi-Abenteuer The Flash (#93, 94 und 99). Als Inker wurde ihm José Marzán Jr. zur Seite gestellt.
Mit Autor Terry Kavanagh und Tuschezeichner Cam Smith übernahm Pacheco 1995 die Zeichnerpflichten für zwei Miniserien aus Marvels X-Men-Label. Ebenfalls mit Smith und mit dem Autor Warren Ellis legte Pacheco eine Miniserie über die Weltraumabenteurer Starjammers vor. Danach erhielt Pacheco Zeichenaufträge für die von Marvel Comics herausgegebenen Serien Excalibur (1996), Fantastic Four (1997; #415–416) und X-Men (1997–1998; #62–75), dem Flaggschifftitel im Verlagsprogramm von Marvel, der zu dieser Zeit von Scott Lobdell und Joe Kelly verfasst wurde. Als Tuschezeichner standen ihm dabei Tom DeFalco (Fantastic Four) und Art Thibert (X-Men) zur Seite.
Die zwölfteilige Maxiserie Avengers Forever von 1998 markierte Pachecos erste Zusammenarbeit mit Kurt Busiek, der seither ein häufiger künstlerischer Partner Pachecos  ist. Als Tuscher agierte wiederum Jesus Merino.
2000 übernahm Pacheco erneut die Zeichnungen für den Science-Fiction-Klassiker Fantastic Four (Volume 3, #35–50). Außerdem wirkte er für die Serie als Co-Autor des Hauptautors, ein Job den nacheinander Rafael Marin und Jeph Loeb erledigten. Parallel dazu schrieb Pacheco gemeinsam mit seinem alten Freund Rafael Marin eine vierteilige Miniserie unter dem Titel Inhumans, die von José Ladrönn und Jorge Lucase visuell umgesetzt wurde.
Es folgten der von David S. Goyer und Geoff Johns verfasste Comicroman JLA/JSA: Virtue and Vice und die Serie Arrowsmith (2003), eine von Kurt Busiek verfasste und sich in dessen privatem Besitz befindliche Fantasy-Serie die von dem Verlag WildStorm herausgegeben wurde.
2004 zeichnete Pacheco zunächst fünf Ausgaben der Serie Superman/Batman (#14–18), für die er erneut mit Autor Jeph Loeb gepaart wurde, und wurde schließlich Ende des Jahres, gemeinsam mit Ethan Van Sciver, Autor Geoff Johns als Zeichner für die neugestartete Serie um den Superhelden Green Lantern zugeteilt. 2006 erhielt Pacheco den Job des Stammzeichners für einen Jahrgang von Superman, die gleichnamige Hauptserie um den Science-Fiction-Helden vom Planeten Krypton. Sein Partner bei diesem Projekt war erneut Kurt Busiek.
Carlos Pacheco starb im November 2022 kurz vor seinem 61. Geburtstag an Amyotropher Lateralsklerose.